# Aetanthus holtonii
Aetanthus holtonii là một loài thực vật có hoa trong họ Loranthaceae. Loài này được (Eichler) Engl. mô tả khoa học đầu tiên năm 1897.